# Port lotniczy Sara
Port lotniczy Sara (IATA: SSR, ICAO: NVSH) – port lotniczy położony w miejscowości Sara, na wyspie Pentecost (Vanuatu).